# Płyta Morza Banda

Płyta eurazjatycka zaznaczona kolorem zielonym

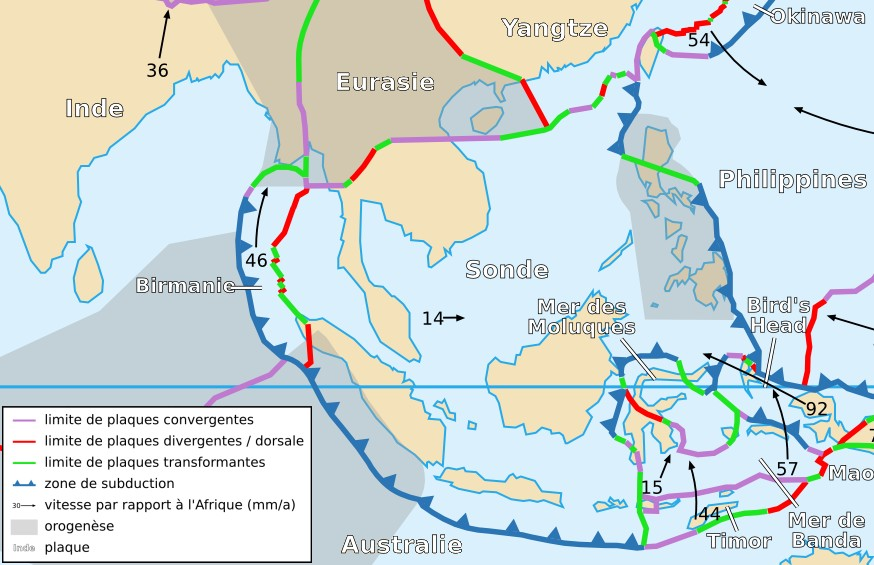
Płyta Morza Banda

Płyta Morza Banda − niewielka płyta tektoniczna, położona w Azji Południowo-Wschodniej, uznawana za część większej płyty euroazjatyckiej.
Płyta Morza Banda graniczy od północy z płytą Morza Moluckiego, od północnego wschodu z płytą Ptasiej Głowy, od wschodu z płytą australijską, od południa z płytą timorską i od zachodu z płytą sundajską.